# Ростокинский акведук
Росто́кинский акведу́к — гидротехническое сооружение упразднённого Мытищинского водопровода, единственный сохранившийся акведук из пяти построенных для этой системы. Проходит над долиной реки Яузы, построен в 1783–1784 годах. Ростокинский акведук известен под неофициальным названием «Миллионный мост». Хотя некоторые авторы указывают, что только на возведение акведука был потрачен 1 миллион рублей, в действительности сопоставимую сумму из государственного бюджета выделили на строительство всего водопровода. Акведук использовался по прямому назначению до 1902 года, после чего он 60 лет служил опорой для водопроводной магистрали, а с 1962-го по 2004-й — для теплотрассы. С 2007 года Ростокинский акведук, переоборудованный в пешеходный мост, является главной достопримечательностью столичного парка отдыха. В 1960-м был причислен к памятникам архитектуры государственного значения.

## Первый общедоступный водопровод

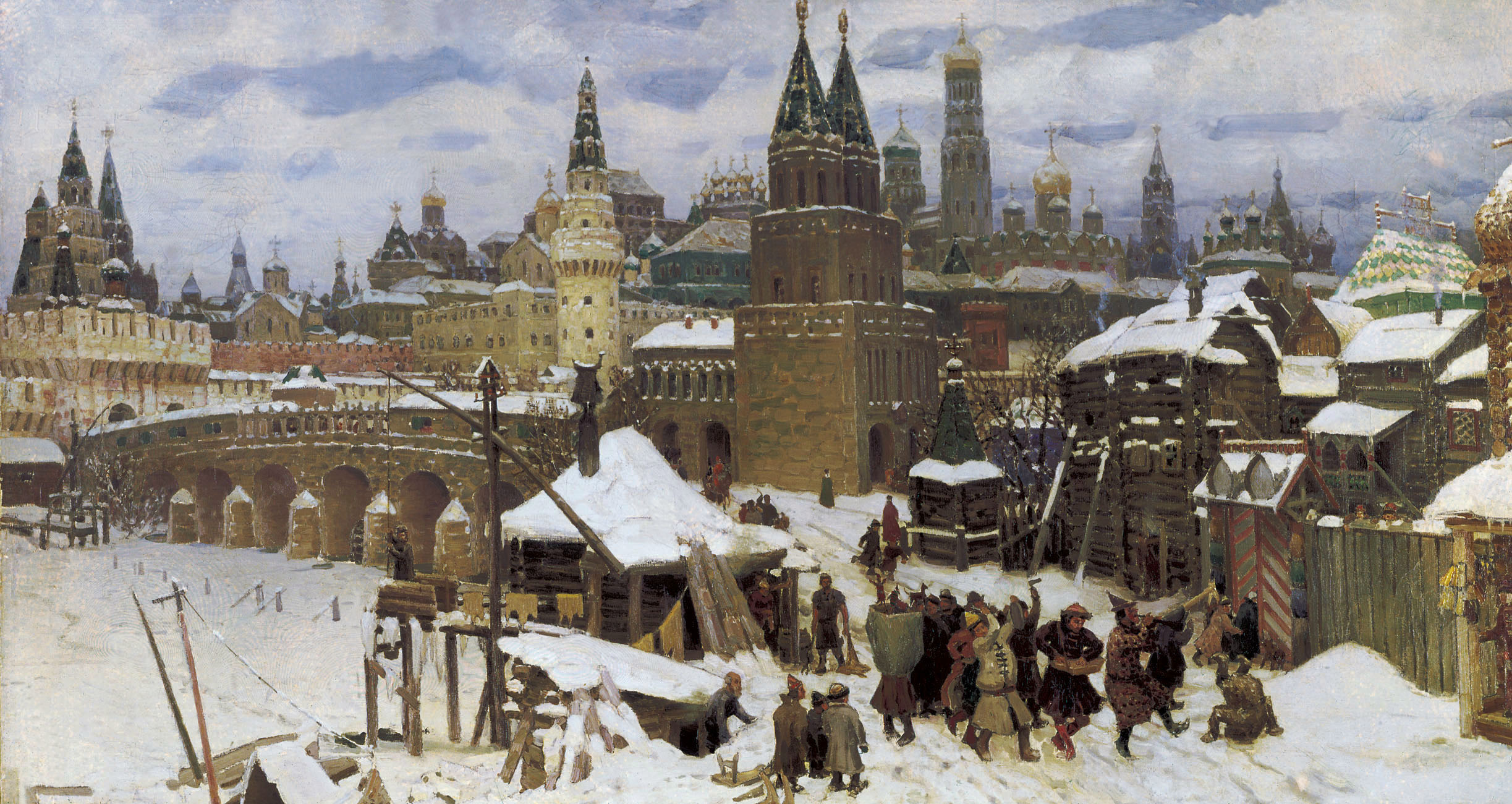
Аполлинарий Васнецов. Всехсвятский каменный мост. Москва конца XVII века (на картине на переднем плане изображён колодец с «журавлём»)

Вплоть до XVIII века жители Москвы использовали для получения питьевой воды преимущественно колодцы и небольшие пруды. Острая нехватка источников наступила уже в петровское время, когда на весь город осталось только три колодца с чистой водой: Андроньевский, Трехгорный и Преображенский. Внутригородские водные ресурсы — небольшие речки и Москва-река — были сильно загрязнены. Частично ситуацию усугубляли сами жители, которые выбрасывали в воду или оставляли на льду мусор. Существенную опасность представляли построенные на берегах рек предприятия, которые спускали в водоёмы промышленные стоки. Грязная вода неоднократно становилась источником инфекционных заболеваний: дизентерии и холеры.
В 1771-м Москву охватила эпидемия чумы, после которой власти всерьёз обеспокоились санитарными условиями в городе. В качестве первоочередной меры было решено обеспечить город чистой питьевой водой. В 1778 году глава Гидравлического корпуса генерал-поручик Фридрих Вильгельм Бауэр исследовал подмосковные источники воды и в качестве самых мощных выбрал Мытищинские ключи. 28 июля 1779 года императрица Екатерина II поручила «произвесть в действо водяные работы для пользы престольного нашего города Москвы». С этой даты началась история Мытищинского водопровода. На строительство была выделена колоссальная сумма денег — 1,1 млн рублей; московскому главнокомандующему было предписано ежедневно отправлять на стройку 400 солдат. Работы шли медленно, а на время Русско-турецкой войны вообще были остановлены. Екатерининский водопровод был введён в эксплуатацию только в 1804 году, к этому времени общие расходы на проект в 1,5 раза превысили начальный бюджет.
Первый Мытищинский водопровод был самотёчным. Это стало возможным, поскольку ключи находились на 30 метров выше уровня Китай-города. По проекту генерала Бауэра в Мытищах были построены 28 кирпичных бассейнов. Ещё 15 бассейнов создал военный инженер Иван Герард, который руководил работами с 1783 года. Полученная из источников вода стекала по 20-километровой трубе в фонтаны на Трубной площади и Неглинке. Предполагалось, что по водопроводу в город ежедневно будет поступать 300 000 вёдер (3 600 м³) воды, но из-за просчётов в начальной конструкции этот уровень не был достигнут.

## История акведука

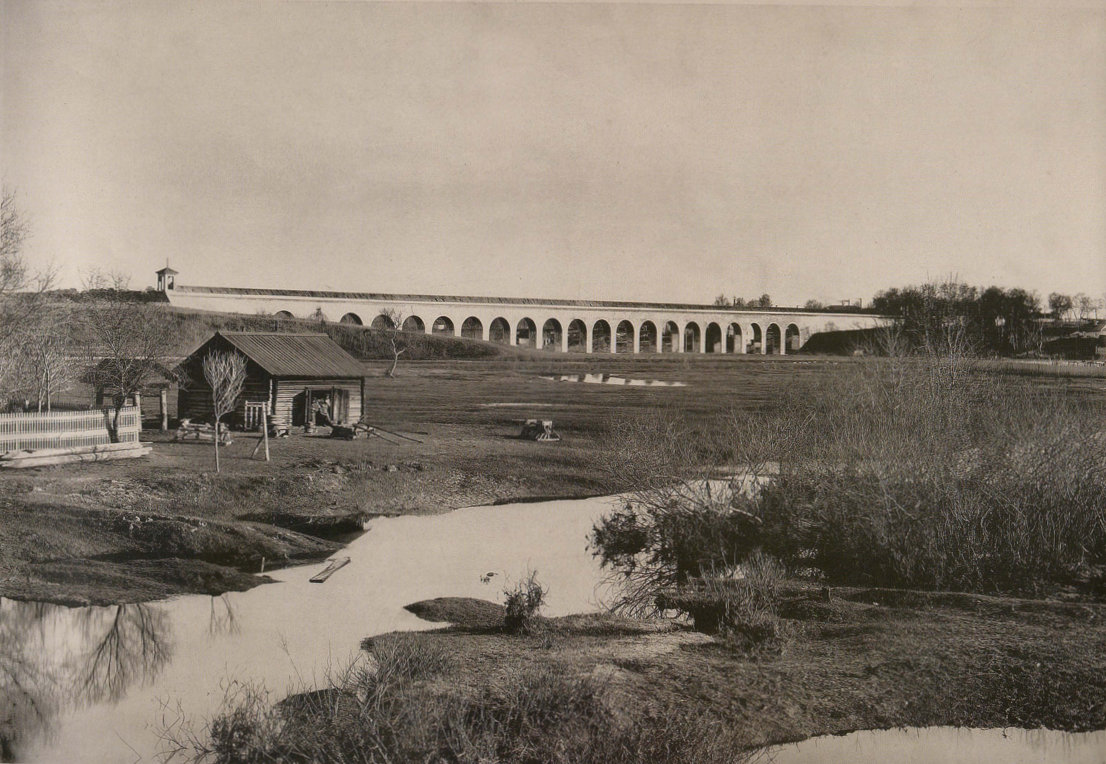
Ростокинский акведук. Фото 1890-х годов

Большая часть Мытищинского водопровода пролегала под землёй. Вода текла по кирпичной трубе, которая опиралась на деревянные лежни. Поскольку в оригинальном плане не были предусмотрены напорные сооружения, для прокладки водопровода через долины и овраги были построены пять акведуков. Самым крупным из них стал Ростокинский, который получил своё название в честь одноимённого села на слиянии рек Яузы и Горянки.
В конструктивном плане он представлял собой мост с 21 аркой, аналогично римским акведукам. В качестве основного материала использовали белый известняк. Длина моста составляет 356 м, высота достигает отметки 15 метров. Ширина и высота водоканала — соответственно 0,9 и 1,2 м. Судя по снимкам XIX века, над водоканалом существовало деревянное перекрытие. В конце XVIII века Ростокинский акведук был самым большим каменным мостом в России.
Для своего времени Ростокинский акведук был исключительным сооружением, поэтому пользовался повышенным интересом. Вероятно из-за слухов о потраченных на строительство суммах он получил неофициальное название «Миллионный мост». Из знаменитых современников наиболее яркое высказывание оставил Николай Карамзин. Он назвал мост «монументом екатерининской благодеятельности». Императрица Екатерина II осмотрела построенный акведук ещё до запуска водопровода, когда посетила Москву в 1785 году. О сооружении она оставила лаконичный комментарий: «Он с виду лёгок как перо… и весьма прочен…».

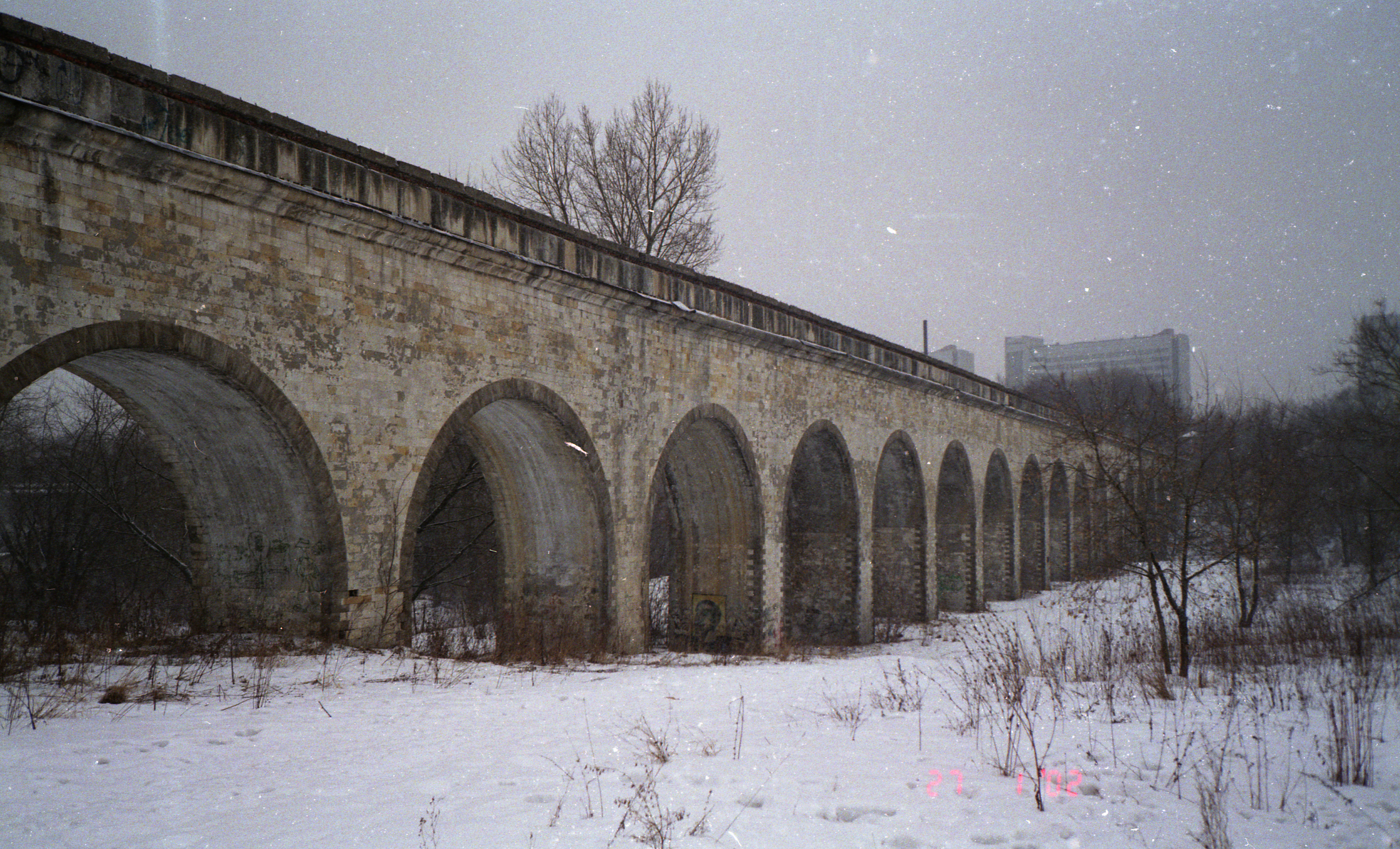
Ростокинский акведук до демонтажа теплотрассы (2002)

Конструкция оказалась настолько надёжной, что в XIX веке акведук не подвергался перестройкам, хотя Мытищинский водопровод модернизировали несколько раз. Только в 1902 году мост был отремонтирован и приспособлен для прокладки двух чугунных 24-дюймовых (61-сантиметровых) труб. Вода из Мытищ поступала в Москву до 1962 года. После этого по акведуку была проложена теплотрасса.

## Парк «Акведук»

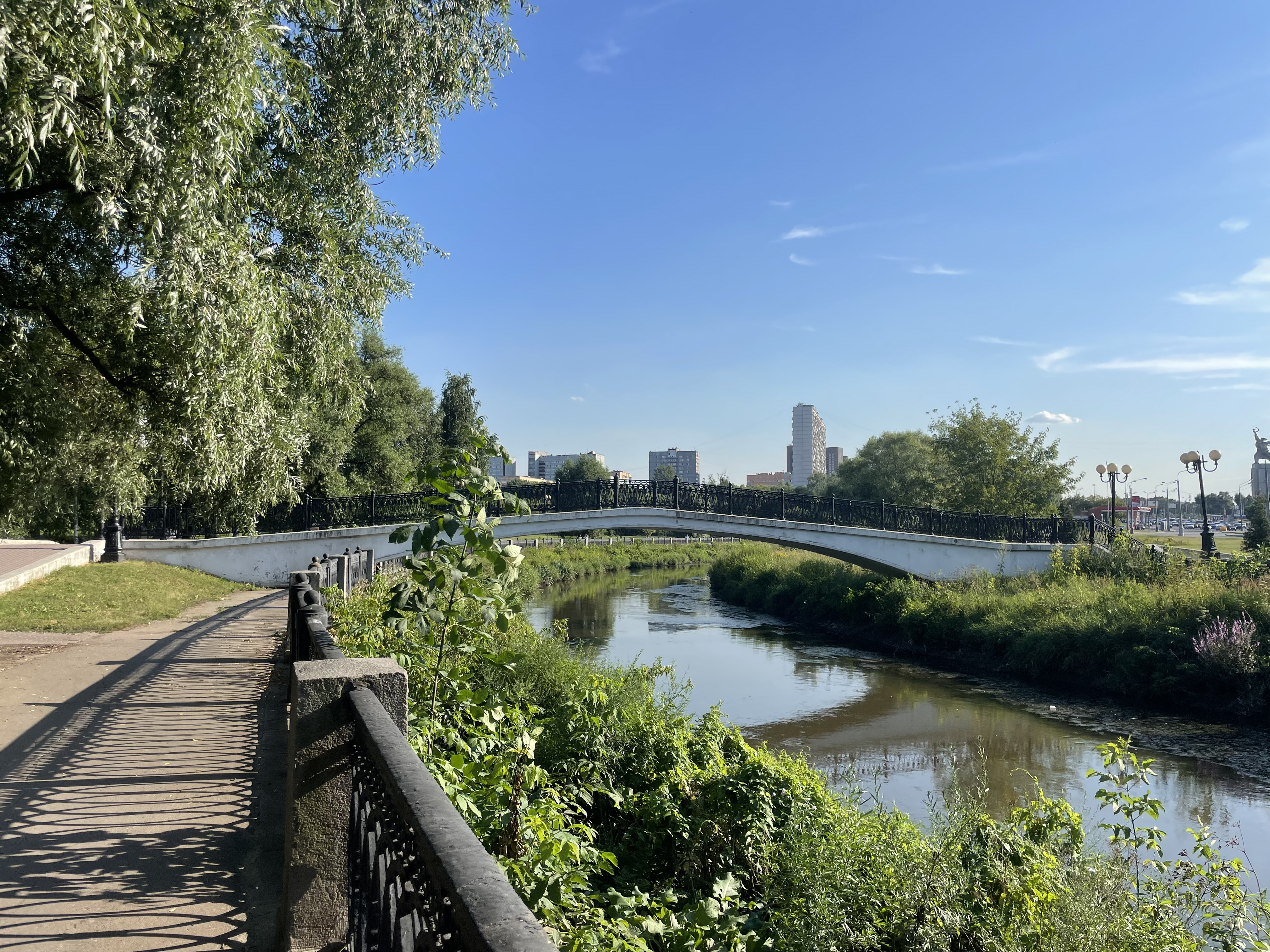
Малый мост через реку Яузу в парке Акведук

В 2004—2007 годах акведук был отреставрирован и превращён в пешеходный мост. Специалисты демонтировали теплотрассу, построили перила и декоративную крышу, добавили архитектурную подсветку. Вокруг памятника архитектуры был создан парк с удобными дорожками и скамейками.
В 2013 году мост и окрестная территория были переданы в ведение ПКиО «Сокольники». В парке «Акведук» регулярно проводятся фестивали и праздничные мероприятия: от рождественских гуляний до мультимедийных шоу. Галерея акведука доступна посетителям в выходные и праздничные дни. В марте 2018-го стало известно о грядущем благоустройстве парка. Тогда же, в 2018 году, парк «Акведук» был передан от парка «Сокольники» на баланс ГБУ «Жилищник района Ростокино».
В марте 2025 года начались работы по восстановлению архитектурного облика Ростокинского акведука для сохранения его исторической ценности. В ходе реставрации, которая продлится до третьего квартала 2025 года, планируется расчистить и восстановить фасады, лестницы и беседки-павильоны, заменить поврежденные деревянные конструкции навеса и кровли, укрепить кладку и конструкции моста, заменить инженерное оборудование и гидроизоляцию, обновить водоприёмные колодцы и имитации водотока.

Современное состояние
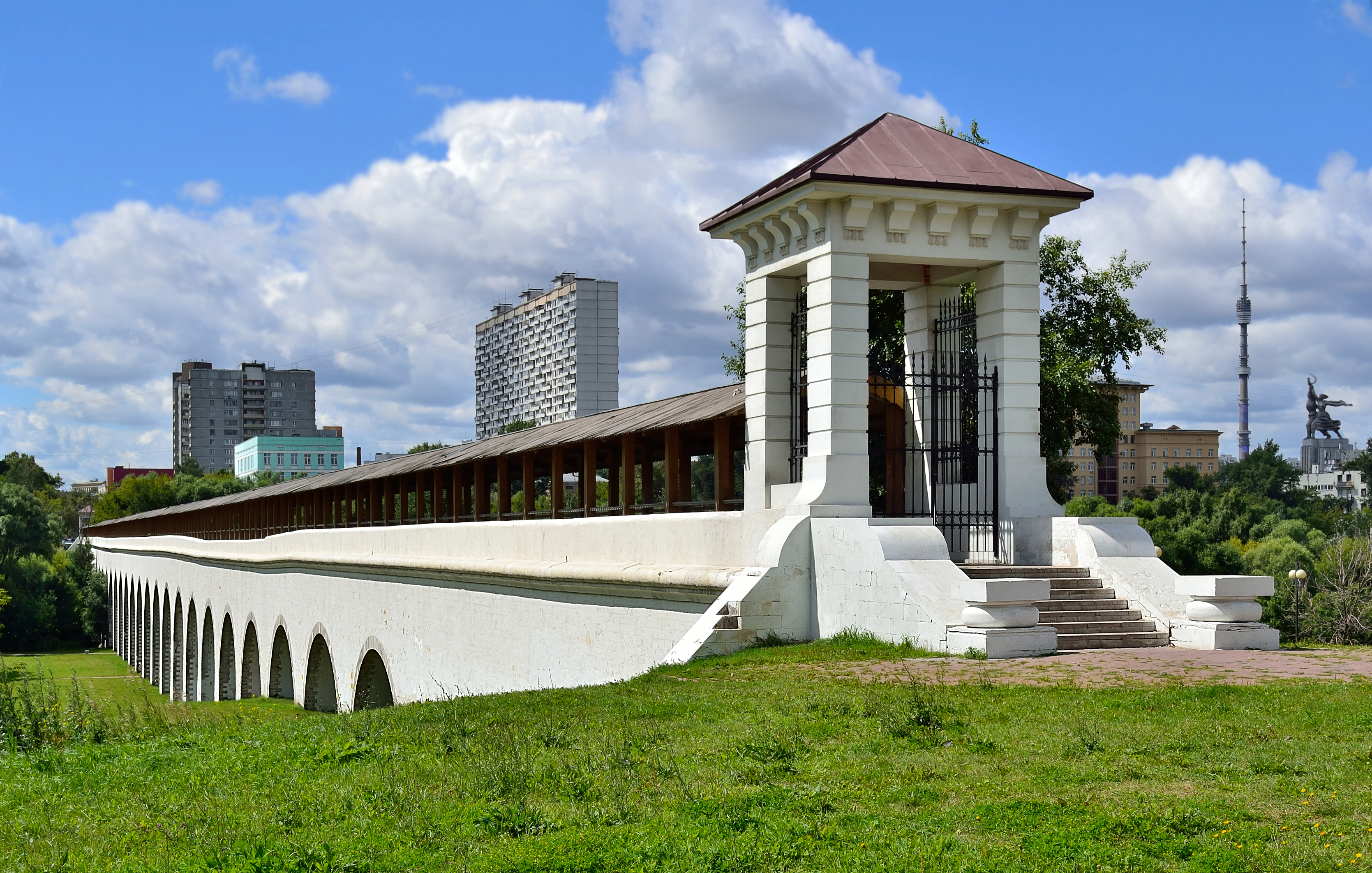
Вид на Ростокинский акведук, 2015 год
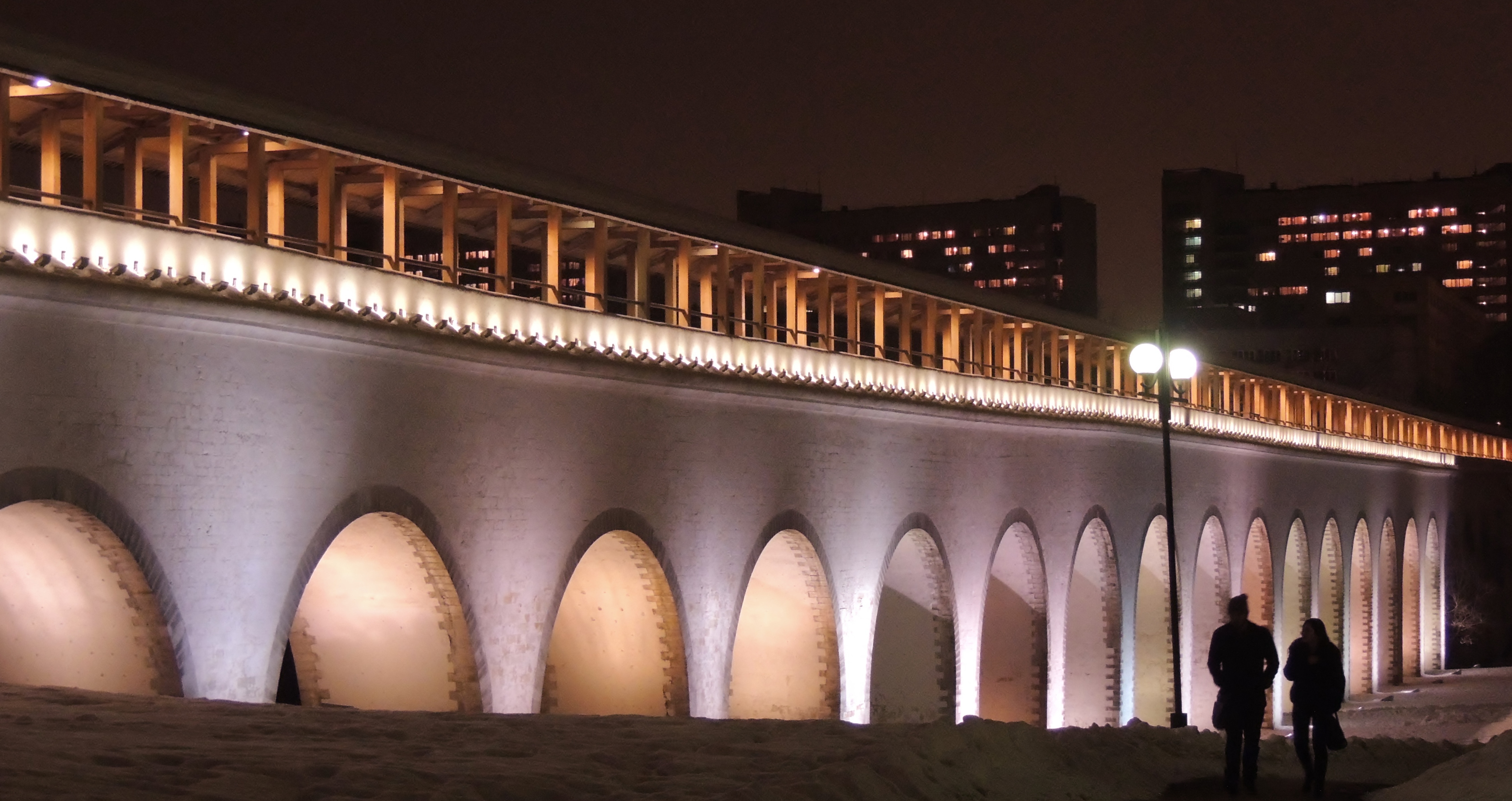
Акведук ночью, 2013 год
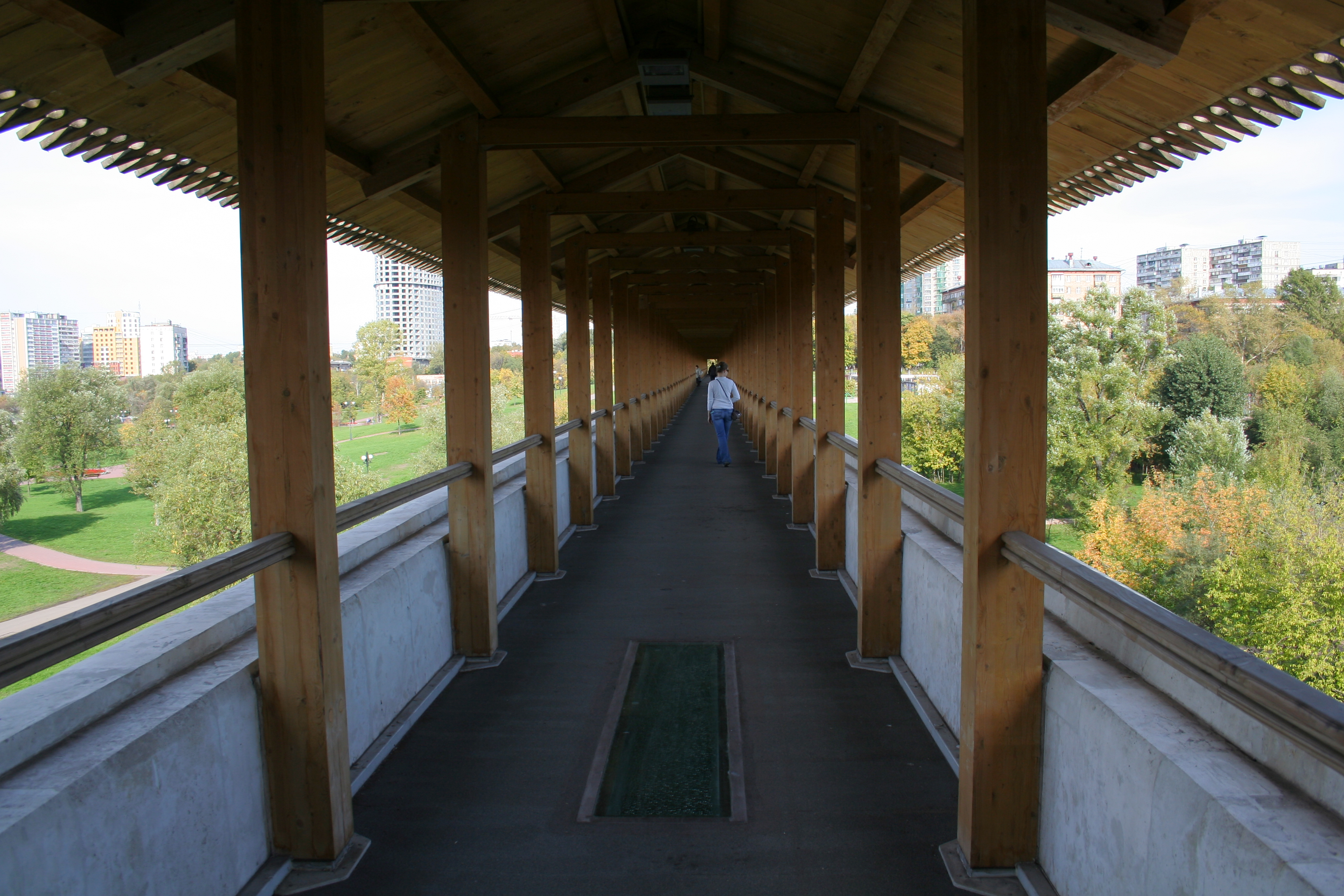
На галерее акведука, 2010 год
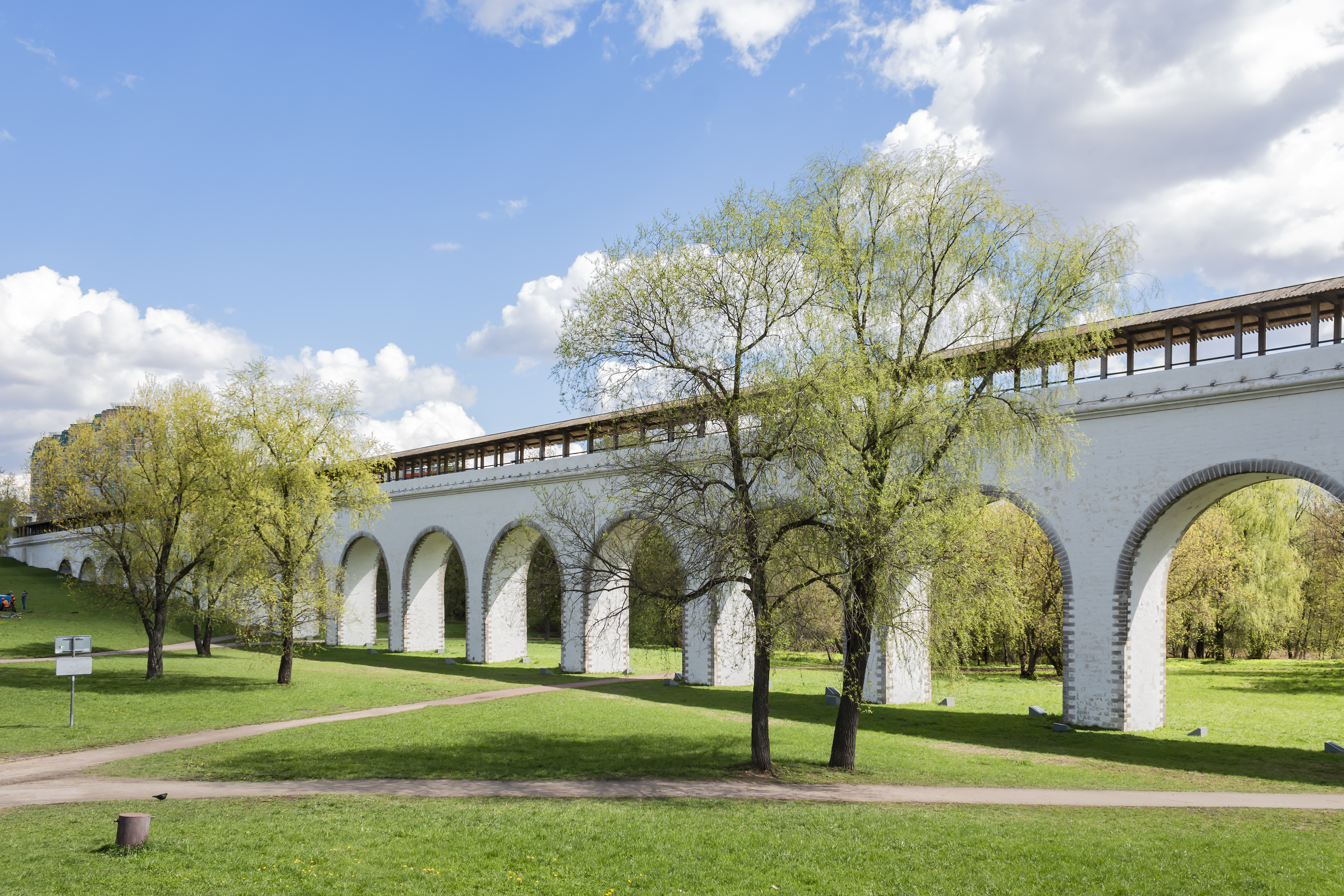
Май 2021 года
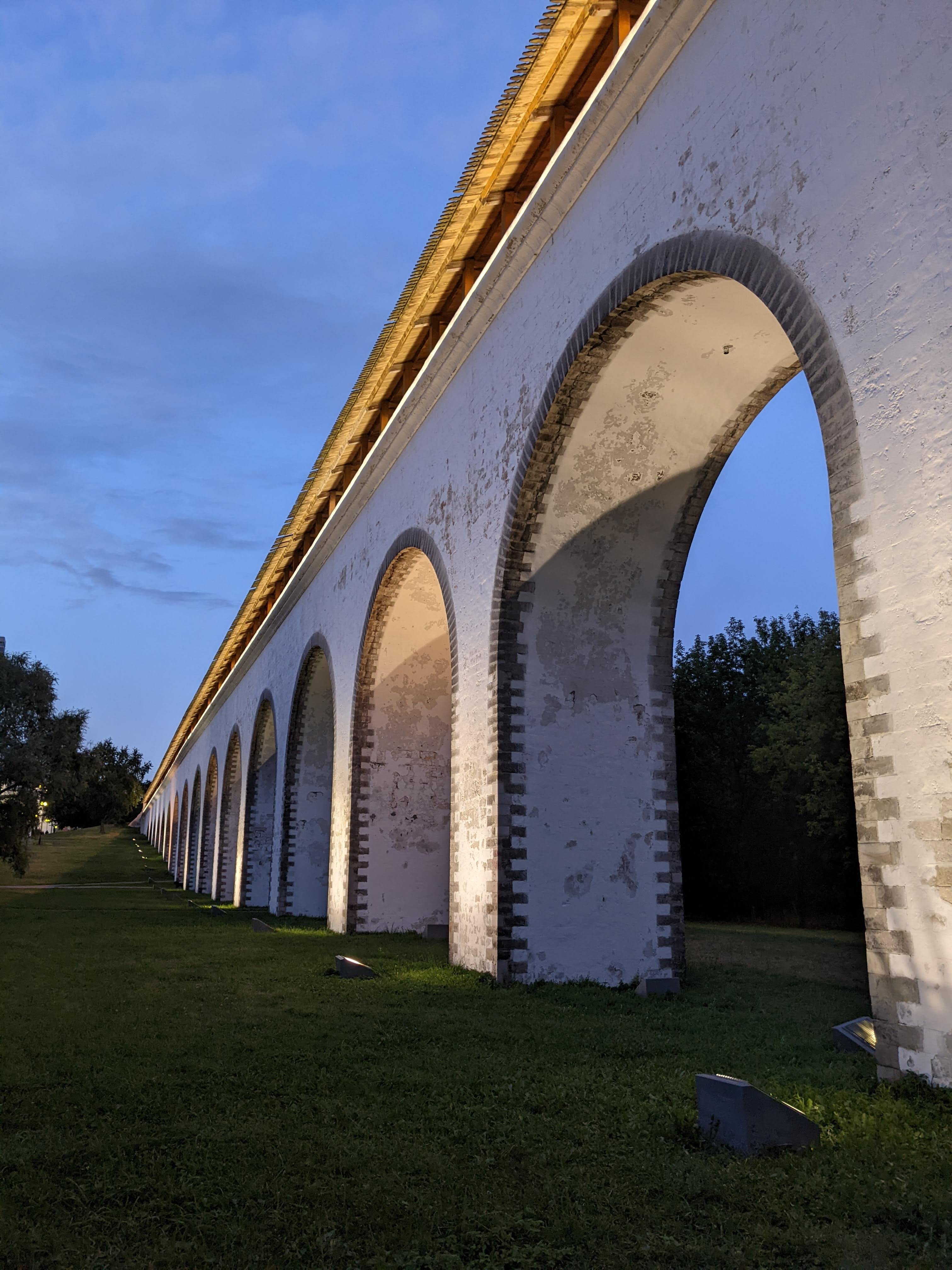
Сентябрь 2022 года